# Ricardo Acuña
Ricardo Acuña (Santiago del Cile, 13 gennaio 1958) è un ex tennista cileno.

## Carriera
In carriera ha vinto 3 titoli di doppio. Nei tornei del Grande Slam ha ottenuto il suo miglior risultato raggiungendo i quarti di finale nel singolare a Wimbledon nel 1985.
In Coppa Davis ha disputato un totale di 41 partite, collezionando 23 vittorie e 18 sconfitte. Per la sua dedizione nel rappresentare il proprio Paese nella competizione è stato insignito del Commitment Award.

## Statistiche

### Doppio

#### Vittorie (3)
| Numero | Anno | Torneo                                   | Superficie       | Compagno     | Avversari in finale      | Punteggio     |
| 1.     | 1985 | Grand Prix de Tennis de Toulouse, Tolosa | Cemento          | Jakob Hlasek | Pavel Složil Tomáš Šmíd  | 3-6, 6-2, 9-7 |
| 2.     | 1986 | Houston Shootout, Houston                | Sintetico indoor | Brad Pearce  | Chip Hooper Mike Leach   | 6-4, 7-5      |
| 3.     | 1988 | Guarujá Open, Guarujá                    | Cemento          | Luke Jensen  | Javier Frana Diego Pérez | 6–1, 6–4      |